# Anartodes algida
Anartodes algida là một loài bướm đêm trong họ Noctuidae.